# Crisia parvinternodata
Crisia parvinternodata är en mossdjursart som beskrevs av Moyano 1983. Crisia parvinternodata ingår i släktet Crisia och familjen Crisiidae. Inga underarter finns listade i Catalogue of Life.